# Nicolas du Bar
Nicolas du Bar (fl. 1557-1572) was een calvinistische boekhandelaar uit Henegouwen die clandestien religieuze propaganda verspreidde.

## Leven
Hij kwam uit Valenciennes en emigreerde naar Genève, de stad waar Calvijn woonde. Het stadsbestuur gaf hem op 28 juni 1557 de status van habitant (inwoner). Met diverse colporteurs droeg hij bij tot de import van Franse psalters uit Lyon, Frankfurt en Rouen naar Doornik. Hij bevoorraadde zich onder meer bij Laurent de Normandie. Dit was subversieve literatuur, zeker toen in september 1561 te Doornik en Valenciennes groepen calvinisten op straat kwamen om uitdagend psalmen te zingen voor de woningen van katholieke notabelen. 
Vanuit zijn Zwitserse woonplaats moet Nicolas du Bar veel hebben gereisd naar jaarmarkten en naar zijn geboortestreek. Hij was een invloedrijk lid van de calvinistische gemeente van Valenciennes en een vertrouwensman van de Antwerpse gemeente. In 1561 associeerde hij zich met Jean Petit uit Doornik om protestantse literatuur te verspreiden in de Nederlanden. Misschien was dit ingegeven doordat de Antwerpse gemeente op zoek was naar een uitgever voor de Nederlandse Geloofsbelijdenis van Guido de Brès en prefinancierde het duo de druk door Abel Clémence in Rouen. Voor hun zaken hadden ze hulp van Jean le Grain, in wiens Antwerpse herberg het Root Kruis Du Bar, Petit en hun colporteur Jacques Vrommon elkaar geregeld ontmoetten.
In oktober 1561 introduceerde hij Paul Chevalier aan de hugenootse leiders van Rouen, Augustin Marlorat en Jacques Trouillet. In december begeleidde hij Chevalier van Rouen naar Valenciennes. Hij stelde hem voor aan de gereformeerde gemeenschap en ried hem aan te vertrekken na de arrestatie van Philippe Mallart en Simon Fauveau in januari 1562. Zelf bleef hij nog even. Op 11 april 1563 was hij met Jacques Vrommon op de boekenbeurs van Frankfurt en op 26 april nam hij in Antwerpen deel aan de synode. In november werd Vrommon gearresteerd met belastende brieven aan Du Bar op zak. Hij bleef echter uit de handen van de autoriteiten, terwijl Vrommon later ontsnapte.
In 1566 liet Du Bar de Nederlandse Geloofsbelijdenis herdrukken in Genève. Op 10 mei sloot hij een contract met Gilles le Clercq voor het drukken van een pamflet in 1500 Franse en 2000 Nederlandse exemplaren. Vermoedelijk was dit Le Clercqs Remonstrance, waarin hij de plakkaten aanviel en een opstandige eis tot gewetensvrijheid formuleerde. Daarna worden de bronnen over Du Bar schaars. In april 1572 bezorgde hij een brief aan Lodewijk van Nassau, met wie hij blijkbaar in contact stond.

## Voetnoten
1. ↑  Jan Nicolaas Bakhuizen van den Brink, De Nederlandse belijdenisgeschriften in authentieke teksten met inleiding en tekstvergelijkingen, 1976, p. 3. ISBN 9789070057435
2. ↑  Hans Joachim Bremme, Buchdrucker und Buchhändler zur Zeit der Glaubenskämpfe. Studien zur Genfer Druckgeschichte, 1565-1580, 1969, p. 50
3. ↑  Jean-François Gilmont, "Les éditions françaises de la Confessio Belgica de 1561 et 1562" in: Le livre & ses secrets, 2003, p. 185
4. ↑  Guido Marnef, Antwerpen in de tijd van de Reformatie. Ondergronds protestantisme in een handelsmetropool, 1550-1577, 1996, p. 70
5. ↑  Léon Ernest Halkin en Gérard Moreau "Le procès de Paul Chevalier à Lille et Tournai en 1564" in: Bulletin de la Commission royale d'histoire. Académie royale de Belgique, 1965, p. 8. DOI:10.3406/bcrh.1965.1481
6. ↑  Marnix de Saint-Aldegonde, Œuvres, Correspondance et Mélanges, ed. A. Lacroix, 1860, p. 170-171